# ボンダイビーチ
ボンダイビーチ (Bondi Beach) は、オーストラリアのニューサウスウェールズ州シドニー大都市圏にある人気のビーチであり、行政区画の単位であるサバーブの名称でもある。ボンダイビーチは、シドニーCBDの東7kmに位置し、基礎自治体ウェイヴァリー・ミュニシパル・カウンシルに属している。周辺には、ボンダイ、ノースボンダイ、ボンダイ・ジャンクション といったサバーブがある。ボンダイビーチはオーストラリアを代表する観光地の一つである。

## 歴史
BondiやBoondiは「岩を越える破水」または、「岩を越える破水の音」を意味する、アボリジニの言葉である。オーストラリア博物館には、「ボンダイはヌラ(アボリジニが狩猟に用いた木製の棍棒)が飛び交った場所を意味する」と記されている。
1809年、道路建設業者のウィリアム・ロバーツはその土地の土地権を取得した。1851年、エドワード・スミス・ホールとフランシス・オーブリエンはビーチ臨海地の大部分を含めたボンダイの地域の200エーカーを購入し、その土地を The Bondi Estateと名称づけた。ホールはオーブリエンの義理の父であった。1855年から1877年の間に、オーブリエンは彼の義理の父の土地権を買い取り、O'Briens Estateと改名し、そのビーチと周辺の土地をピクニック場所や娯楽リゾートとして一般開放した。ビーチが急速に人気を博したため、オーブリエンはビーチの一般開放の停止を強要した。しかし、自治議会はビーチを保留地にするために、政府が仲介する必要があると考えた。1882年7月9日、ボンダイは公共のビーチとなった。
1938年2月6日、一連の大波がビーチを襲い、人々を海に引きずり込むという事態が起こり、5名が水死、250名が救助または蘇生された。その日は「ブラックサンデー」 として知られるようになった。
ボンダイビーチは20世紀全体を通して、地元の人口の大部分を占める、ニュージーランドからの移民が住む、労働者階級の郊外であった。第二次世界大戦により、ボンダイビーチと東方近郊は、ポーランド、ロシア、ハンガリー、チェコスロバキア、ドイツからのユダヤ系移民の住処となった。ユダヤ系の移住の流れは21世紀まで続き、その地区には数多くのユダヤ教会やコシェル精肉店が点在している。ここは今日、多くの裕福なアジア人やサモア人が住む、非常に多文化な地域と化している。多文化からの移住が資金供給をなし、1990年代から21世紀にかけて、その郊外の成長を促した。労働者階級のルーツから、少しずつ中上階級を包括 するようになっていった。それは、近隣のローズベイや、2003・2004・2005年に当国の「最も高価な住所」として登録されたベレヴューヒルと似た体系であった。
ボンダイビーチは長い間、ビーチでの不適切な装いに対抗する取り組みの中心を担ってきた。このビーチは、海を訪れる人々に対して提案されたドレスコードに反対すべく行われた、1907年の「シドニー海水浴服装抗議」の中心であった。地方自治法条例第52条(1935-1961) は、品位ある水着の着用について定めたが、第二次世界大戦後、上下分かれた「ビキニ」が人気を博すという公開口論に終わった。伝説的なオーブ・レイドローを含む、ウェイヴァリー・ミュニシパル・カウンシルのビーチの検閲官たちは、その条例を執行する責任にあり、水着の寸法を測り、世間体に違反する人々にビーチを去るよう求めなければならなかった。アメリカの映画女優ジーン・パーカーは1951年にオーストラリアで余暇を過ごしていた際、レイドローにビキニが小さすぎると判断され、ビーチを去るよう案内され、そのことが世界的見出しとなった その取り決めは、1950年代に急速に時代錯誤のものとなり、1961年には海水浴を行う人々に「正確で適切な水着に身を包むことを求める」と改定され、品位に対してより主体的な判断を許した。1980年代までには、特に北海岸でトップレスでの海水浴が一般的となった。
シドニー水道局は、ビーチ南海岸の終わりからそれほど遠くない位置に、未処理の下水口をそのままにしていたが、深海の排水溝の施工が完了した、1990年代中頃に閉鎖された。このことから下水口閉鎖前には、ボンダイビーチには人糞が浮かんでいるという噂が流布され、その形状からボンダイシガー（ボンダイの葉巻）というスラングも生まれた。

## 概観
ボンダイビーチは約 1 km（0.62マイル）の長さがあり、年間を通じてたくさんの観光客が訪れる。オーストラリアライフセービングは、2004年にボンダイビーチに場所ごとに異なった危険予測を報告した。北側の危険度を4（最大危険度10）と示したのに対し、南側は「バックパッカーエキスプレス」として知られている有名な離岸流の影響で危険度7と予測した。それが「バックパッカーエキスプレス」と呼ばれるのはボンダイビーチがバス停から近く、安全に遊泳できるビーチまで足を運ぶのに気が進まない観光客の存在のためだといわれている。ビーチの南端は日常的にサーファーにより場所を取られている。黄色や赤色の旗によって安全に遊泳できる範囲が定められ、その範囲の中で泳ぐよう観光客に促している。夏の間はサメの網が海岸の南の部分に沿ったほかの浜と共有した海底にある。回遊時期の数か月間（3 - 5月と 9 - 11月）にクジラやイルカの群れが湾内で見られる。まれにコガタペンギンが岸の近くやサーファーの間で泳いでいる姿が見られる。2007年には水着撮影に関する大きなギネス世界記録がビーチで開かれた。それには1,010人の女性がビキニを着て参加した。ボンダイビーチは2008年にオーストラリア国際遺産リストに加えられた。
 

## スポーツとレクリエーション
ボンダイビーチは毎年8月に行われるサーフファンランの最終地点である。そのレースはシドニーのビジネス中心街からボンダイビーチまで 14 kmを完走する63,000人を超える人を引きつけた。ボンダイビーチで行われる他の活動は、フリッカーフェスト、1月に行われるオーストラリア初の国際短編映画祭、6月に行われる世界環境デー、11月に行われる海での彫刻展がある。これらの活動に加えて毎週日曜日にボンダイビーチマーケットが開かれる。たくさんのアイルランド人とイギリス人の観光客はこのビーチでクリスマスを過ごす。
海の道はボンダイビーチの南端や北につながっていて、ほかのビーチは北側のクジービーチにつながっている。
ボンダイビーチでは2000年シドニーオリンピックビーチバレーボール大会を行った。一時的な10,000席のスタジアム、もっと小さいスタジアム、二つのウォーミングアップコートと三つのトレーニングコートが、トーナメントが開催されるにあたり設置された。

## ライフセービング

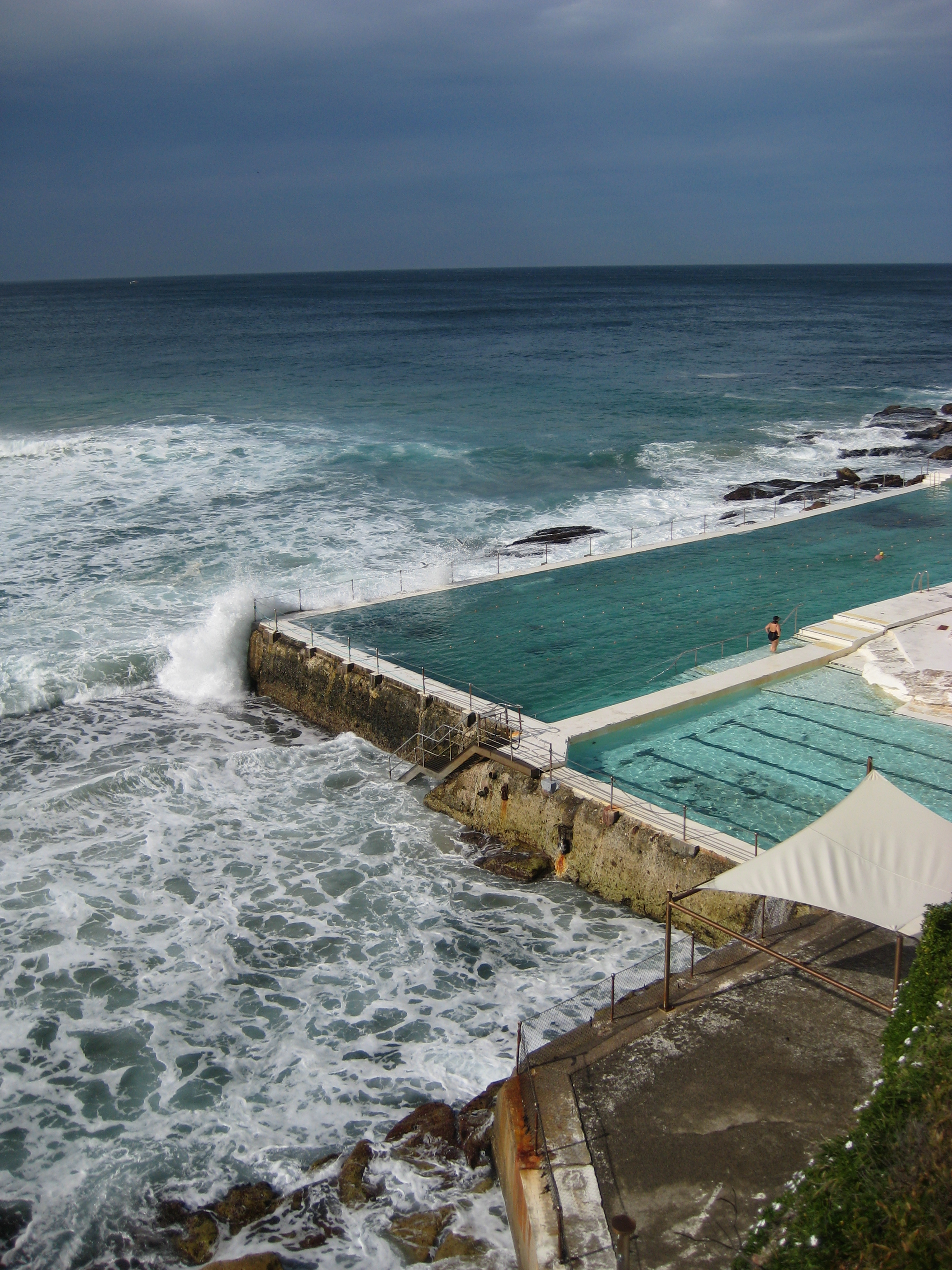
ボンダイアイスバーグ

ボンダイライフセービングクラブは世界の最初のサーフライフセービングクラブ になるのを批判し、ノースボンダイサーフライフセービングは連合クラブである。どちらのクラブも1907年に設立された。ボンダイビーチのメンバーは救命綱とその他多くのライフセービングの道具を発明した。双方のクラブのライフセーバーたちは一日にもっとも大きな救助に携わり、「ブラックサンデー」として知られている。ボンダイビーチはR&R(rescue＆resuscitation)で最も優秀なオーストラリアサーフライフセービングチャンピオンシップの金メダルを獲得し、北側のボンダイビーチはMarch Pastで金メダルを獲得した。

## ボンダイアイスバーグ
スイミングクラブの起源は1929年に遡る。冬の時期に健康を維持したいと願う、献身的な地元のライフセーバー達が始まりである。彼らはボンダイアイスバーグ冬期スイミングクラブを立ち上げ、協会を構想し、オフィスの担い手を選出した。その構想には、5年間の間、月に3度日曜に競泳を行うという規定が含まれ、それは義務的なものであった。

## 商業エリア

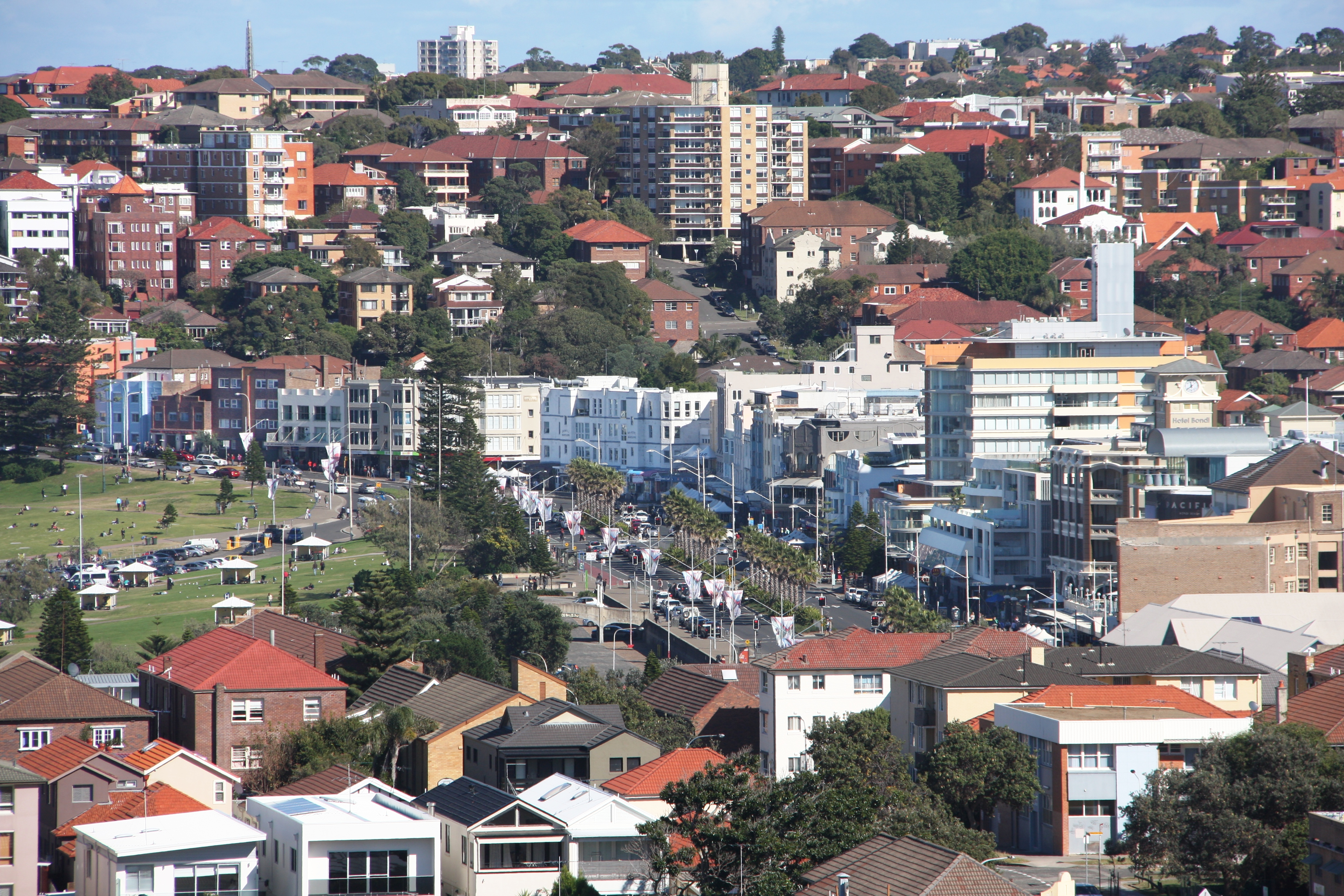
商業・居住区域の風景, showing Campbell Parade in the centre

ボンダイビーチは、キャンプベルパレードと隣接する脇道に沿って、多くの人気カフェやレストラン、ホテルなど海を見ながら楽しめるエリアである。
ボンダイホテルは、キャンプベルパレードの目印であり、1915〜1920年にリンセイ・トンプソンの監修で建設された。このホテルはイタリア風、連邦風、開放的かつ古典的な要素が組み合わされ、ボンダイビーチの景観に重要なランドマークとして記載されている。州遺産リストにも記載がある。スイスグランドホテルもキャンプベルパレードが開発したランドマークである。これは長年にわたって見捨てられていた古い公共土地に建てられた。
ボンダイパビリオンはボンダイビーチの右側に位置する共同文化センターである。そこには映画館、美術館、リハーサル室、会議室、アートワークショップ、スタジオなどが備わっている。ボンダイパビリオンは年間を通じて主要な祭りの中心となっている。州遺産リストにも記載されている。

## 文化と行事
毎年行われるボンダイビーチの美女コンテストなどの行事や数多くの祭りは、観光客の目的地としてボンダイビーチを有名にした。ビーチは長くジョアン・バーンズ、レ・ムレーやブルック・エメリーを含む詩人の注目を集めている。ザ・バンズ・ボウル・エー・ラマのスケートボードコンテストは毎年2月にスケート競技場で行われている。 2010年に、スウェーデン家具ショップのイケアは、ボンダイビーチに本が詰まった30個の本棚を設置することで30周年を祝福した。それは1日の行事で海に行く人々が物々交換や本を寄付することで開催された。

## 人気の文化
ボンダイビーチは多くの映画やＴＶシリーズ、ＭＶ、ゲームのロケ地としても有名である。
- Two Hands (1999) 主演：ヒース・レジャー

## 人口
シドニーモーニングヘラルドの1997年12月6日の記事には、その地域の急速な高級化が記されている。言うまでもなく、その地域は多様な共同体を保持している。ボンダイビーチはしばしば最も人口密度の高い郊外とされ、その人口密度は10,188人/km2（2011年）である。
2011年の国勢調査によると、ボンダイビーチには10,748人の住人がいた。そのうち、47.3%はオーストラリア出身である。他の最も一般的な出身地は、イングランドが9.0%、ニュージーランドが4.3%、アイルランド2.5%、南アフリカが2.2%、アメリカ合衆国が1.5%である。68.7%の人々のみ家庭で英語を話す。他の言語としては、ロシア語が2.2%、スペイン語が2.0%、フランス語が1.8%、ドイツ語が1.5%、イタリア語が1.4%話されている。最も一般的な宗教信仰者は、無信仰が31.1%、カトリックが22.0%、英国国教徒が11.0%、ユダヤ教徒が8.0%、東方正教会2.4%である。

## その他
1998年5月にAppleから発売された初代iMacの青いボディカラーはボンダイビーチの名称にちなみ「ボンダイブルー」と呼ばれた。